# M10 (駆逐戦車)
M10 GMC（M10 ガン・モーター・キャリッジ）は、第二次世界大戦中に生産・使用されたアメリカ合衆国の対戦車自走砲（戦車駆逐車）である。

## 概要
アメリカ陸軍は、第二次世界大戦前に行った演習に基づき、対戦車戦闘を専門とする独立部隊として、戦車駆逐大隊を編成した。大隊の装備として、ダッジ 3/4t ウェポンキャリアに37mm対戦車砲を搭載した軽自走砲のM6 GMC、M3ハーフトラックに75mm野砲を搭載した重自走砲のM3 GMCが生産された。
しかし、戦前の演習において既にM3 GMCの欠点は認識されており、より「完全な」戦車駆逐車が求められることとなった。

## 開発

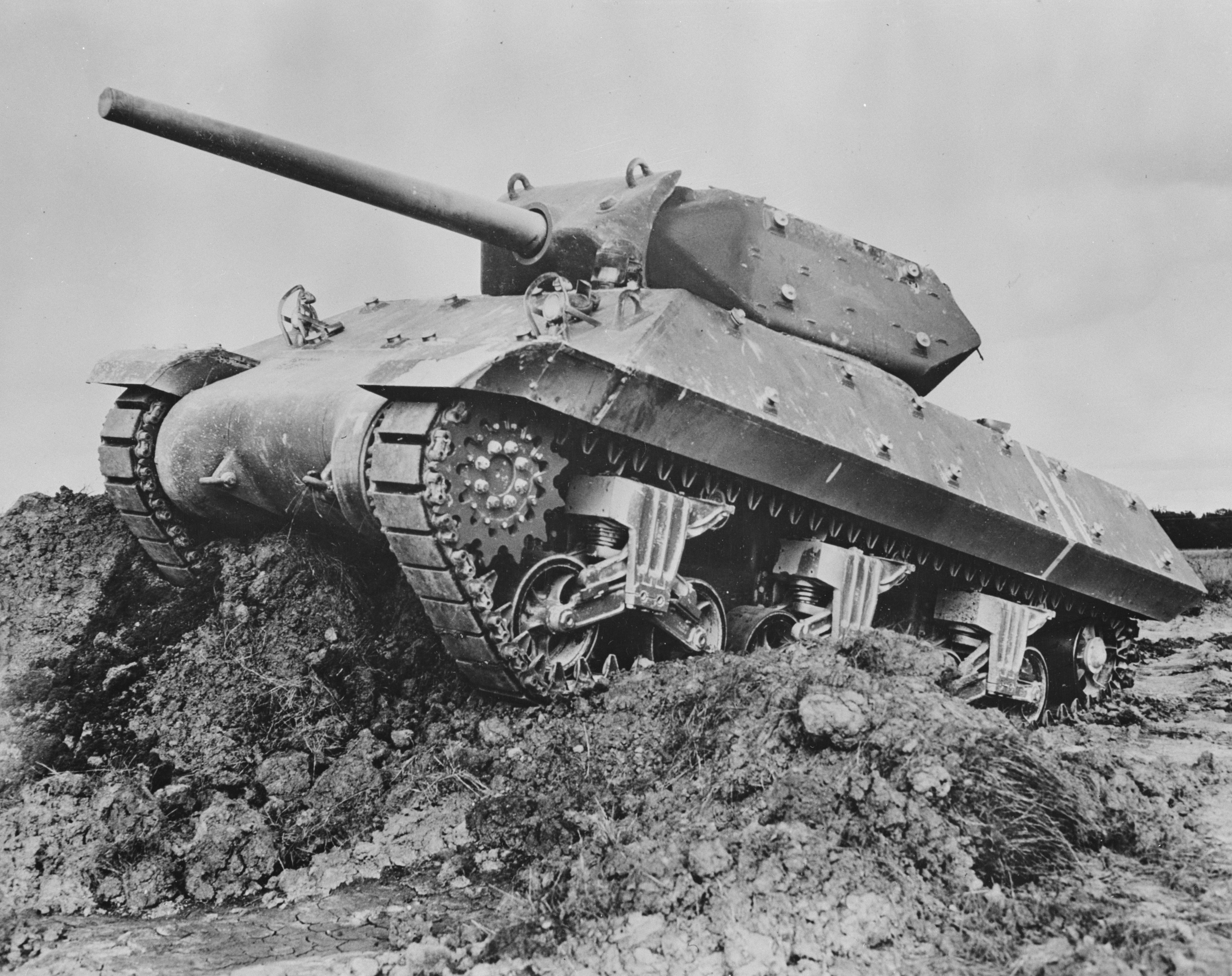
砲塔後部にカウンターウェイトを持たない初期型

これ以前に、M3軽戦車やM3中戦車の車台を使った対戦車自走砲が各種試作されていたが、結局物になったのはM4A2中戦車の車体を使い、3インチ（76.2mm）高射砲を改造したT12戦車砲をオープントップの新型砲塔に搭載したT35試作車であった。
フィリピンでの日本軍との戦闘により、傾斜した装甲が有効と認められ、それを反映した新しい車体上部が設計されT35E1となり、さらに算盤の玉型であった砲塔が五角形の平面形となり、M10 GMCとして採用されることとなった。なお、砲塔がオープントップなのは軽量化のためと、砲塔上の3名全員が周囲を監視することで敵戦車を先に発見、待ち伏せ攻撃をかけ、その間は歩兵などの支援によって敵の接近を防ぐという、戦車駆逐大隊の戦術に従ったものである。また、緊急脱出や弾薬補給が容易という利点もあった。しかし、迫撃砲弾などの曲射兵器や空中炸裂砲弾、さらに、山岳地帯や市街地では上方からの小火器攻撃に対しても無力で、土砂や煙が飛び込んでくるため不評であり、一部の車両では現地改造で装甲天井が追加された。また、敵兵に手榴弾を投げ込まれる事を警戒して、ネットで開放部を覆う工夫を行う乗員もいたとされる。
また、機動力が優先されたために装甲がもとのM4中戦車より薄くなっており、一応車体に装備された止め具（取り付けボス）を用いて増加装甲が可能であったもののほとんど使われておらず、最後期の車両では車体の止め具は省略されている。

## 武装
M10の主砲であるT12、改め3インチ M7戦車砲は、同時期のM4中戦車に装備された75mm砲よりも対戦車戦闘能力に優れていた。後に新型M4が装備する76mm M1戦車砲と弾頭は共通で口径は同じ76.2mmだが、薬莢が異なり装薬が多く、砲身も若干長い。
通常のM62 APC（被帽徹甲弾）を用いた場合、敵であるIV号戦車の後期型が装備する75mm L/48砲に匹敵する威力があり、タングステン芯の入ったM93 HVAP（高速徹甲弾）を用いると、ドイツの88mm砲並みの貫通力を発揮した。しかし、この砲は前方に重く、このため、初期型では砲塔後部に砲弾・機銃やグローサー（履帯の滑り止めアタッチメント）などを集めてバランスをとっていたがまだ不十分であったため、中期型以降は後部にカウンターウェイトを搭載、後期型ではウェイトが後方に延長され、雑具箱になる穴が付けられた。
また、M4と異なり砲塔は手動旋回のみで、動力は付いていなかった。一応、油圧旋回装置搭載型も試作されたが、後継のM36の登場もあり、量産型で使われることは無かった。なお、現在コレクターが保有するイギリス軍型M10のアキリーズには、いつ頃搭載されたものかは不明であるが、油圧式旋回装置付きの車両が確認できる。

## 生産および派生型とアメリカ軍以外での運用

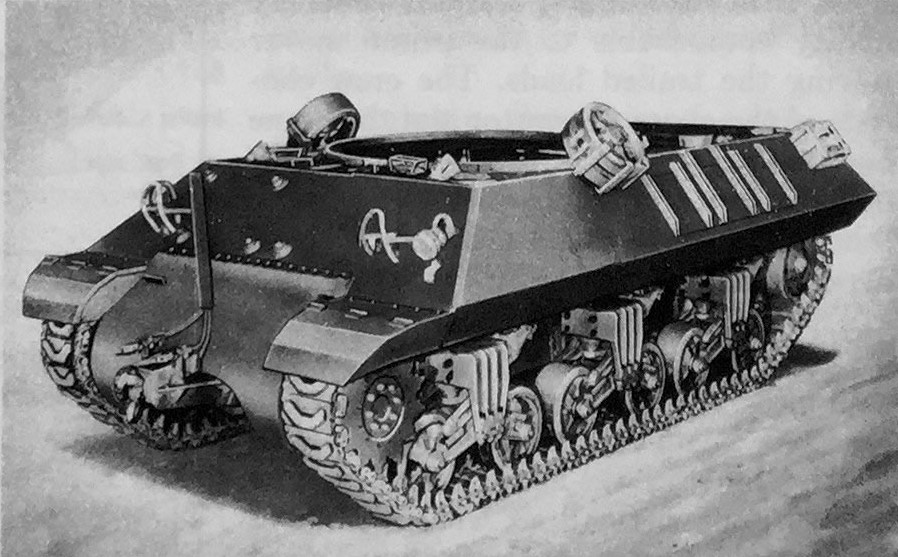
M35 砲牽引車

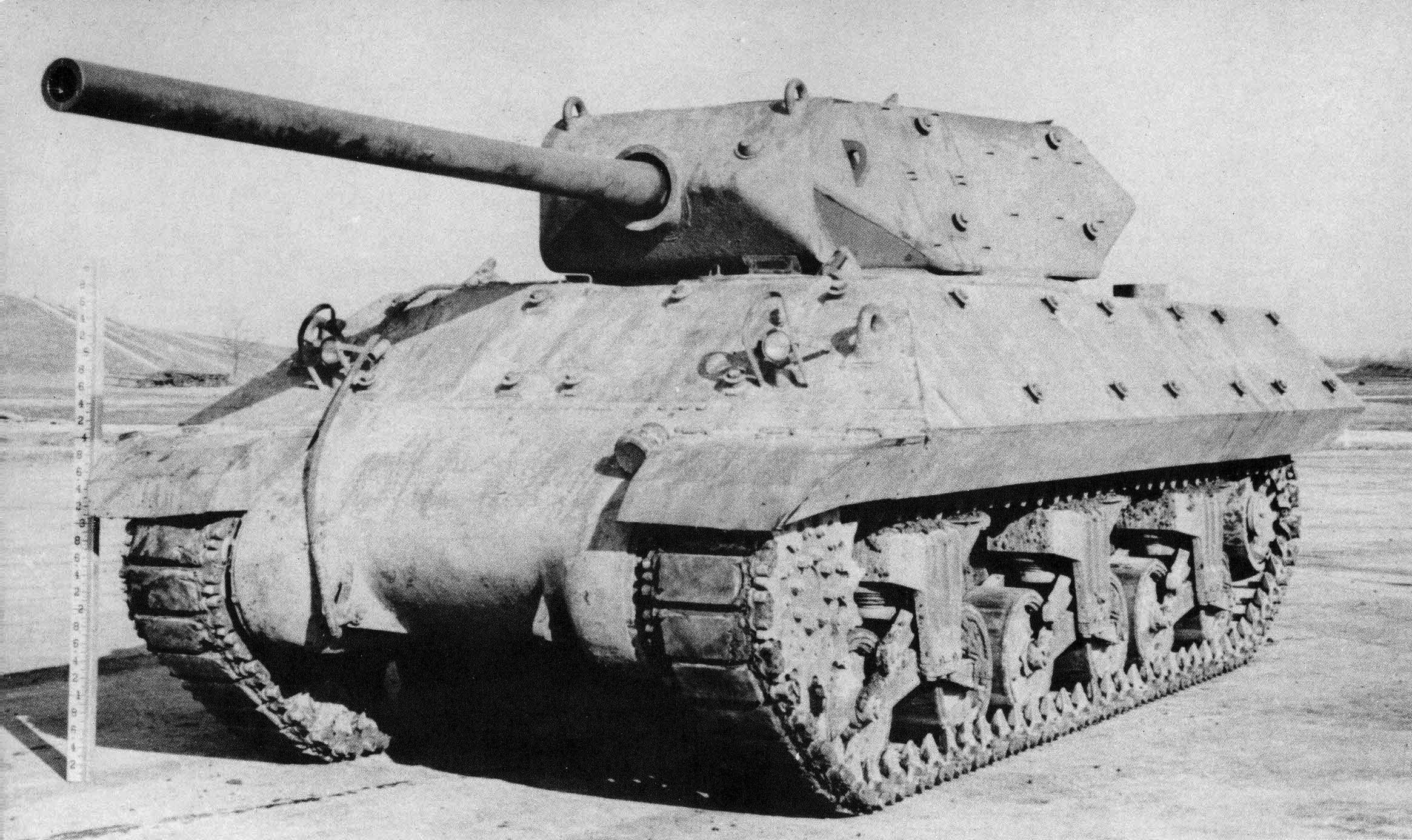
M36 GMCの開発にあたり主砲を90mm砲に換装したM10
1942年11月、アバディーン試験場における撮影

M10はフィッシャー・ボディ戦車部門で4,993両、M10A1はフォードで1,038両、フィッシャーで375両が1943年11月末までに生産された。アメリカ合衆国ではフォードV8 ガソリンエンジン搭載のM4A3の車台を用いたM10A1 GMCが生産され、これは、本国での訓練用となった。これは後に、M3 90mm砲を搭載した新型動力砲塔に換装したM36 GMCに改造され、後にディーゼルエンジン型のM10も一部が同様に改造されM36B2 GMCとなった。また、209両のM10A1が砲塔を撤去され、重砲牽引用であるM35 砲牽引車 (M35 Prime Mover)に改造された。
装甲の一部を軽減し、主砲をM18同様のM1 76mm砲に換装して2t軽量化されたT72も試作された。これは量産されることはなかったが、T23 試作中戦車(英語版)用の砲塔を元にオープントップ式に新設計された砲塔はM36に搭載された砲塔のベースとなっている。また、M36の開発時にはM10の砲塔にT7 90mm砲を搭載した車両も試作されている。
M18 ヘルキャットの生産が軌道に乗って以降、他の米国製兵器同様、M10 GMCも連合国にレンドリースされた。生産されたM10のうち、海外に提供された物は生産数の半分を超える約3,600両である。

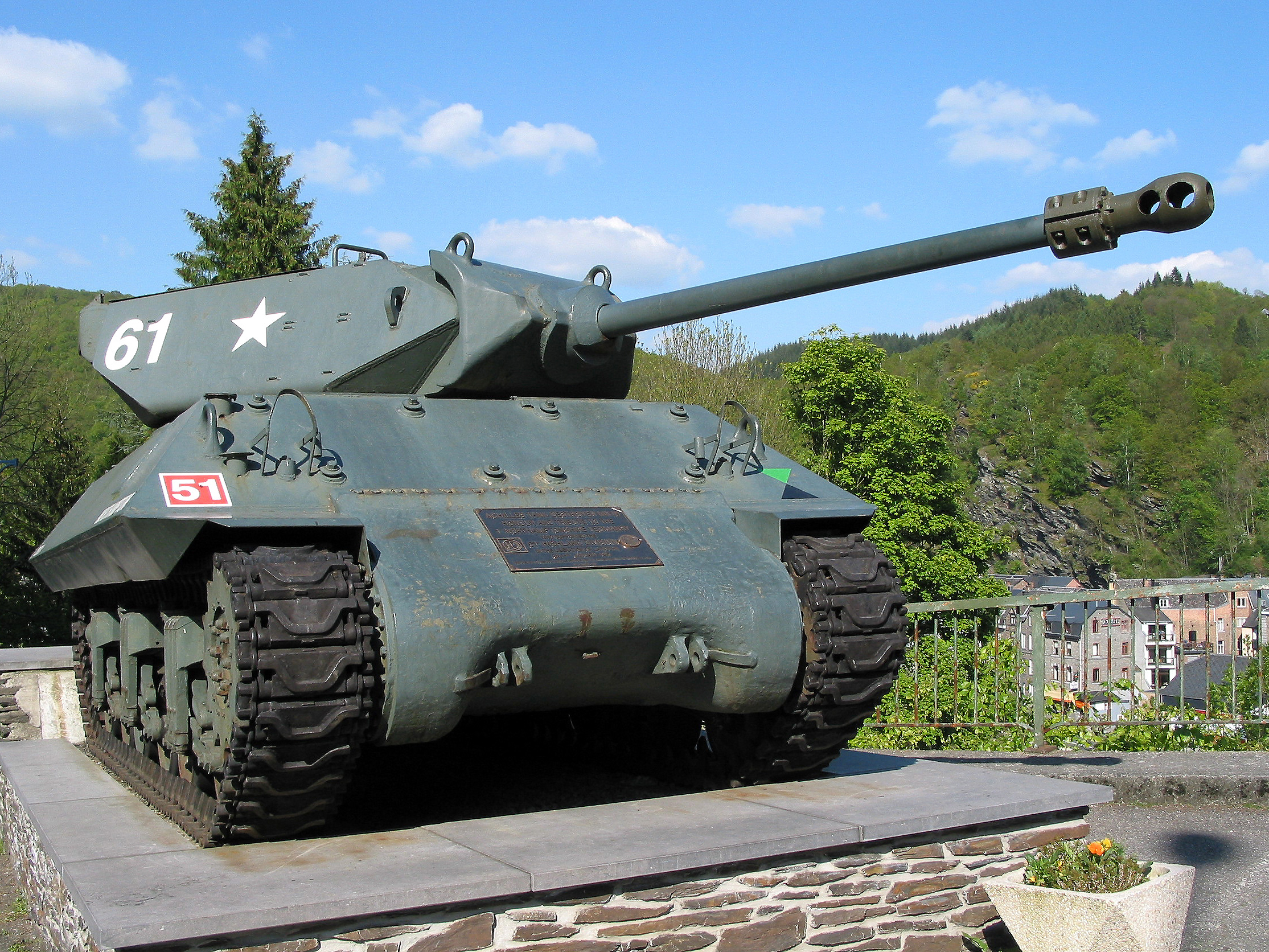
17ポンド砲搭載のアキリーズ

イギリス軍では1,748両が受領され「ウルヴァリン（クズリ）」のニックネームが付けられ、これとは別に自由フランス軍でも用いられた。しかし、英軍はその主砲威力を不十分であるとみなしていたため、供与されたM10を更に強力な17ポンド砲を搭載するタイプに改造した。こちらは軍需省により「アキリーズ（Achilles）」と命名されたが、運用する部隊ではこの名称は使われなかったという。アキリーズはイギリス軍の他にはカナダ軍が朝鮮戦争での派遣当初に使用していたが、これは間もなくより防御力の高いM4A2E8 シャーマン戦車に更新されている。
また、以前はほとんど知られていなかったが、M10はソ連赤軍にも52両が供与され、2個自走砲連隊に編成され1944年の夏季攻勢である「バグラチオン作戦」で活躍している。
中華民国軍は1949年にアメリカ合衆国の援助の一環として武装の取り外された状態（非武装のトラクターであるとして諸々の問題を回避するため）のM10の供与を受け、これに旧日本軍が使用していた九一式105mm榴弾砲を搭載した改造車両を製造し、共産党軍との戦いで使用した。改造を受けた車両数については諸説あるが、残された写真には10両程度が一緒に写っているものがあり、53両が製造されたとする資料もある。現在、台湾の陸軍機甲学校に展示されているM10は、105mm榴弾砲装備の改造車両を元のM10に見えるように再度改造されたものである。
イスラエル国防軍は1950年代にM10を少数輸入し、これらの一部にAMX-13/75やM50スーパーシャーマンに搭載されたことで知られているフランス製のCN-75-50 75mmライフル砲を搭載する改造を（おそらく試験的に）行っていた。M10中期型と後期型にCN-75-50を搭載した写真が残されており、複数台が改造されたものと見られる。これらの車両は、元のM10やエジプトから鹵獲したアキリーズなども含め、1960年代中盤にイスラエル軍から退役した。

## 登場作品

### ゲーム
『R.U.S.E.』
アメリカの駆逐戦車として登場。
『War Thunder』
アメリカ陸軍の駆逐戦車として登場。中国ツリーの駆逐戦車として登場。また、イギリス陸軍の駆逐戦車としてアキリーズ（通常仕様と第65対戦車大隊仕様）が登場。
『World of Tanks』
アメリカ駆逐戦車M10 Wolverineとして開発可能。イギリス駆逐戦車Achillesとして開発可能。
『トータル・タンク・シミュレーター』
アメリカの駆逐戦車WOLVERINEとして登場。
『バトルフィールド1942』
アメリカ軍・アメリカ海兵隊・イギリス軍の重戦車として登場する。
『パンツァーフロントbis.』